# Richmond (Columbia Británica)
Richmond es una ciudad canadiense en la provincia de Columbia Británica. A partir de 2013 es la cuarta ciudad más poblada de la provincia.[cita requerida]
Es parte del Área Metropolitana de Vancouver. Se localiza entre las ciudad de Vancouver y de Delta. Pertenece al Distrito Regional del Gran Vancouver. Cuenta con una población de 190.473 habitantes, según el censo de 2011, de Statistique Canada.
El Aeropuerto Internacional de Vancouver (YVR) se localiza en Richmond. En 2010, Richmond era una ciudad sede de los Juegos Olímpicos de invierno de ese año.
Es el lugar donde se encuentra Steveston Village. Es famoso por su sitio histórico y el pescado y 
patatas fritas. Por ejemplo, hay Sockeye City Grill Steveston y Pajo's Fish & Chips.
Richmond tiene dos islas mayores:  Sea Island (norte) y Isla Lulu (sur).
También es donde la película Charlie St. Cloud ha sido filmada.

## Clima
| Parámetros climáticos promedio de Richmond (1981–2010) | Parámetros climáticos promedio de Richmond (1981–2010) | Parámetros climáticos promedio de Richmond (1981–2010) | Parámetros climáticos promedio de Richmond (1981–2010) | Parámetros climáticos promedio de Richmond (1981–2010) | Parámetros climáticos promedio de Richmond (1981–2010) | Parámetros climáticos promedio de Richmond (1981–2010) | Parámetros climáticos promedio de Richmond (1981–2010) | Parámetros climáticos promedio de Richmond (1981–2010) | Parámetros climáticos promedio de Richmond (1981–2010) | Parámetros climáticos promedio de Richmond (1981–2010) | Parámetros climáticos promedio de Richmond (1981–2010) | Parámetros climáticos promedio de Richmond (1981–2010) | Parámetros climáticos promedio de Richmond (1981–2010) |
| Mes                                                    | Ene.                                                   | Feb.                                                   | Mar.                                                   | Abr.                                                   | May.                                                   | Jun.                                                   | Jul.                                                   | Ago.                                                   | Sep.                                                   | Oct.                                                   | Nov.                                                   | Dic.                                                   | Anual                                                  |
| ------------------------------------------------------ | ------------------------------------------------------ | ------------------------------------------------------ | ------------------------------------------------------ | ------------------------------------------------------ | ------------------------------------------------------ | ------------------------------------------------------ | ------------------------------------------------------ | ------------------------------------------------------ | ------------------------------------------------------ | ------------------------------------------------------ | ------------------------------------------------------ | ------------------------------------------------------ | ------------------------------------------------------ |
| Temp. máx. abs. (°C)                                   | 16.5                                                   | 19.5                                                   | 24.0                                                   | 28.5                                                   | 34.5                                                   | 37.0                                                   | 37.0                                                   | 33.5                                                   | 35.0                                                   | 26.0                                                   | 18.5                                                   | 14.0                                                   | 37.0                                                   |
| Temp. máx. media (°C)                                  | 7.0                                                    | 8.9                                                    | 11.9                                                   | 15.1                                                   | 18.6                                                   | 21.3                                                   | 23.9                                                   | 24.0                                                   | 20.3                                                   | 14.3                                                   | 9.1                                                    | 6.3                                                    | 15.1                                                   |
| Temp. media (°C)                                       | 4.0                                                    | 4.9                                                    | 7.3                                                    | 10.0                                                   | 13.3                                                   | 16.1                                                   | 18.3                                                   | 18.2                                                   | 15.0                                                   | 10.3                                                   | 6.0                                                    | 3.4                                                    | 10.6                                                   |
| Temp. mín. media (°C)                                  | 0.9                                                    | 0.8                                                    | 2.7                                                    | 4.8                                                    | 8.0                                                    | 10.8                                                   | 12.6                                                   | 12.5                                                   | 9.6                                                    | 6.2                                                    | 2.8                                                    | 0.4                                                    | 6.0                                                    |
| Temp. mín. abs. (°C)                                   | −15.0                                                  | −14.0                                                  | −7.0                                                   | −2.0                                                   | 0.0                                                    | 0.0                                                    | 4.0                                                    | 4.0                                                    | 1.0                                                    | −6.0                                                   | −15.5                                                  | −16.5                                                  | −16.5                                                  |
| Precipitación total (mm)                               | 178.6                                                  | 114.9                                                  | 112.2                                                  | 95.4                                                   | 71.9                                                   | 62.2                                                   | 37.2                                                   | 40.1                                                   | 56.8                                                   | 127.2                                                  | 199.3                                                  | 166.7                                                  | 1262.4                                                 |
| Lluvias (mm)                                           | 167.3                                                  | 107.9                                                  | 109.8                                                  | 95.3                                                   | 71.9                                                   | 62.2                                                   | 37.2                                                   | 40.1                                                   | 56.8                                                   | 126.8                                                  | 196.8                                                  | 155.7                                                  | 1227.8                                                 |
| Nevadas (cm)                                           | 11.3                                                   | 7.0                                                    | 2.3                                                    | 0.2                                                    | 0.0                                                    | 0.0                                                    | 0.0                                                    | 0.0                                                    | 0.0                                                    | 0.3                                                    | 2.5                                                    | 11.0                                                   | 34.6                                                   |
| Días de precipitaciones (≥ 0.2 mm)                     | 20.9                                                   | 16.1                                                   | 19.4                                                   | 16.6                                                   | 14.7                                                   | 12.6                                                   | 7.9                                                    | 7.2                                                    | 9.1                                                    | 17.2                                                   | 21.9                                                   | 20.3                                                   | 183.8                                                  |
| Días de lluvias (≥ 0.2 mm)                             | 19.9                                                   | 15.4                                                   | 19.3                                                   | 16.6                                                   | 14.7                                                   | 12.6                                                   | 7.9                                                    | 7.2                                                    | 9.1                                                    | 17.1                                                   | 21.5                                                   | 19.1                                                   | 180.4                                                  |
| Días de nevadas (≥ 0.2 cm)                             | 2.0                                                    | 1.3                                                    | 0.77                                                   | 0.04                                                   | 0.0                                                    | 0.0                                                    | 0.0                                                    | 0.0                                                    | 0.0                                                    | 0.08                                                   | 0.64                                                   | 2.2                                                    | 7.1                                                    |
| Fuente: Environment Canada                             |                                                        |                                                        |                                                        |                                                        |                                                        |                                                        |                                                        |                                                        |                                                        |                                                        |                                                        |                                                        |                                                        |